# Titulatura régia portuguesa
Esta é uma lista de títulos usados pelos Reis de Portugal. Desde a independência do condado portucalense em relação ao reino de Leão, em 1139, sob a chefia de Dom Afonso Henriques, então conde de Portucale, e primeiro Rei de Portugal como Dom Afonso I, até à implantação da república portuguesa, em 5 de outubro de 1910, que depôs o último Rei português, Dom Manuel II, o título oficial dos Reis de Portugal foi sendo alterado, conforme explanado na tabela seguinte:
| Período   | Título | Usado por                                                                                  | Motivo |
| --------- | --- | ------------------------------------------------------------------------------------------ | --- |
| 1140–1189 | Pela Graça de Deus, Rei dos Portugueses (Dei Gratiae, Rex Portugalensium) | D. Afonso Henriques, D. Sancho I                                                           | Afonso Henriques proclamado rei. |
| 1189–1191 | Pela Graça de Deus, Rei de Portugal e de Silves (Dei Gratiae, Rex Portugaliae & Silbis) Pela Graça de Deus, Rei de Portugal, de Silves e dos Algarves (Dei Gratiae, Rex Portugaliae, Silbis & Algarbii; esta intitulação surge em dois documentos nos quais D. Sancho restaura a diocese de Silves em favor de D. Nicolau) | D. Sancho I                                                                                | Tomada de Silves (1189). |
| 1191–1211 | Pela Graça de Deus, Rei dos Portugueses (Dei Gratiae, Rex Portugalensium) | D. Sancho I                                                                                | Perda de Silves, retomada pelos Califado Almóada (1191). |
| 1211–1248 | Pela Graça de Deus, Rei de Portugal (Dei Gratiae, Rex Portugaliae) | D. Afonso II, D. Sancho II                                                                 | |
| 1248–1259 | Pela Graça de Deus, Rei de Portugal e Conde de Bolonha (Dei Gratiae, Rex Portugaliae & Comes Boloniae) | D. Afonso III                                                                              | Afonso, casado com Matilde II, condessa de Bolonha, ascende ao trono por morte do irmão sem herdeiros. |
| 1259–1267 | Pela Graça de Deus, Rei de Portugal (Dei Gratiae, Rex Portugaliae) | D. Afonso III                                                                              | Pela morte de D. Matilde, Afonso III abandona o título de Conde de Bolonha (1259). |
| 1267–1369 | Pela Graça de Deus, Rei de Portugal e dos Algarves (Dei Gratiae, Rex Portugaliae & Algarbii) | D. Afonso III, D. Dinis, D. Afonso IV, D. Pedro I, D. Fernando I                           | D. Afonso III recebe o senhorio dos Algarves pelo Tratado de Badajoz (1267). |
| 1369–1371 | Pela Graça de Deus, Rei de Castela, de Leão, de Portugal, de Toledo, da Galiza, de Sevilha, de Córdova, de Múrcia, de Jáen, dos Algarves, de Algeciras e Senhor de Molina | D. Fernando I                                                                              | Pretensão de D. Fernando à Coroa de Castela. |
| 1371–1383 | Pela Graça de Deus, Rei de Portugal e do Algarves | D. Fernando I                                                                              | Renúncia aos títulos castelhanos após a Paz de Alcoutim (1371). |
| 1383–1385 | Inexistência de título | vacatura do trono                                                                          | Guerra civil e contra Castela. |
| 1385–1415 | Pela Graça de Deus, Rei de Portugal e do Algarves | D. João I                                                                                  | |
| 1415–1458 | Pela Graça de Deus, Rei de Portugal e dos Algarves, e Senhor de Ceuta | D. João I, D. Duarte, D. Afonso V                                                          | Conquista de Ceuta (1415). |
| 1458–1471 | Pela Graça de Deus, Rei de Portugal e dos Algarves, e Senhor de Ceuta e de Alcácer em África | D. Afonso V                                                                                | Conquista de Alcácer Ceguer (1458). |
| 1471–1475 | Pela Graça de Deus, Rei de Portugal e dos Algarves, d'Aquém e d'Além-Mar em África | D. Afonso V                                                                                | Conquista de Arzila e Tânger (1471) e elevação do senhorio do Norte de África à condição de Reino d'Além-Mar. |
| 1475–1479 | Pela Graça de Deus, Rei de Castela, de Leão, de Portugal, de Toledo, de Galiza, de Sevilha, de Córdova, de Jáen, de Múrcia, dos Algarves d'Aquém e d'Além Mar em África, de Gibraltar, de Algeciras, e Senhor da Biscaia e de Molina | D. Afonso V                                                                                | Pretensão de D. Afonso V à Coroa de Castela, pelo seu casamento com Joana, a Beltraneja. |
| 1479–1485 | Pela Graça de Deus, Rei de Portugal e dos Algarves, d'Aquém e d'Além-Mar em África | D. Afonso V, D. João II                                                                    | Renúncia aos títulos castelhanos após a Paz das Alcáçovas-Toledo. |
| 1485–1499 | Pela Graça de Deus, Rei de Portugal e dos Algarves, d'Aquém e d'Além-Mar em África, Senhor da Guiné. | D. João II, D. Manuel I                                                                    | Criação do senhorio da Guiné abrangendo as possessões portuguesas que se estendiam pelo Golfo da Guiné. |
| 1499–1580 | Pela Graça de Deus, Rei de Portugal e dos Algarves, d'Aquém e d'Além-Mar em África, Senhor da Guiné e da Conquista, Navegação e Comércio da Etiópia, Arábia, Pérsia e Índia, etc. | D. Manuel I, D. João III, D. Sebastião, D. Henrique, D. António                            | Após o regresso de Vasco da Gama da Índia, em 1499, o título régio é reformulado e atinge a sua plenitude. |
| 1580–1640 | Pela Graça de Deus, Rei de Castela, de Leão, de Aragão, das Duas Sicílias, de Jerusalém, de Portugal, de Navarra, de Granada, de Toledo, de Valência, da Galiza, de Maiorca, de Sevilha, da Sardenha, de Córdova, da Córsega, de Múrcia, de Jáen, dos Algarves, de Algeciras, de Gibraltar, das Ilhas de Canária, das Índias Orientais e Ocidentais, Ilhas e Terra Firme do Mar-Oceano, Conde de Barcelona, Senhor da Biscaia e de Molina, Duque de Atenas e de Neopátria, Conde de Rossilhão e da Cerdanha, Marquês de Oristano e de Gociano, Arquiduque de Áustria, Duque da Borgonha, do Brabante e de Milão, Conde de Habsburgo, da Flandres e do Tirol, etc. | D. Filipe I, D. Filipe II, D. Filipe III                                                   | Com o domínio filipino, juntam-se os demais títulos dos Áustrias à titulatura portuguesa. |
| 1640–1815 | Pela Graça de Deus, Rei (ou Rainha) de Portugal e dos Algarves, d'Aquém e d'Além-Mar em África, Senhor(a) da Guiné e da Conquista, Navegação e Comércio da Etiópia, Arábia, Pérsia e Índia, etc. | D. João IV, D. Afonso VI, D. Pedro II, D. João V, D. José I, D. Maria I (com D. Pedro III) | Com a Restauração da Independência (1640), regressa-se ao velho estilo adoptado por D. Manuel I. |
| 1815–1822 | Pela Graça de Deus, Rei (ou Rainha) do Reino Unido de Portugal, Brasil e dos Algarves, d'Aquém e d'Além-Mar em África, Senhor(a) da Guiné e da Conquista, Navegação e Comércio da Etiópia, Arábia, Pérsia e Índia, etc. | D. Maria I, D. João VI                                                                     | O Brasil é elevado a Reino dentro do Império Português (1815). |
| 1822–1823 | Pela Graça de Deus e pela Constituição da Monarquia, Rei do Reino Unido de Portugal, Brasil e dos Algarves, d'Aquém e d'Além-Mar em África, Senhor da Guiné e da Conquista, Navegação e Comércio da Etiópia, Arábia, Pérsia e Índia, etc. | D. João VI                                                                                 | Aprovação da Constituição da Monarquia Portuguesa (1822). |
| 1823–1825 | Pela Graça de Deus, Rei do Reino Unido de Portugal, Brasil e dos Algarves, d'Aquém e d'Além-Mar em África, Senhor da Guiné e da Conquista, Navegação e Comércio da Etiópia, Arábia, Pérsia e Índia, etc. | D. João VI                                                                                 | Suspensão da Constituição na sequência da Vilafrancada (1823). |
| 1825–1826 | Pela Graça de Deus, Imperador [Titular] do Brasil, e Rei do Reino Unido de Portugal e dos Algarves, d'Aquém e d'Além-Mar em África, Senhor da Guiné e da Conquista, Navegação e Comércio da Etiópia, Arábia, Pérsia e Índia, etc. | D. João VI                                                                                 | Ao reconhecer a independência do Império do Brasil pelo Tratado do Rio de Janeiro, D. João VI passa a usar por carta de lei de 15 de Novembro de 1825, o título de imperador do Brasil, que lhe fora deferido por seu filho D. Pedro I. |
| 1826      | Por Graça de Deus e Unânime Aclamação dos Povos, Imperador Constitucional e Defensor Perpétuo do Brasil, Rei de Portugal e dos Algarves, d'Aquém e d'Além-Mar em África, Senhor da Guiné e da Conquista, Navegação e Comércio da Etiópia, Arábia, Pérsia e Índia, etc. | D. Pedro IV                                                                                | Durante o seu breve reinado de oito dias, embora mantendo a destrinça entre os dois Estados, o título reflectiu a união das duas coroas sobre a cabeça do mesmo dinasta.                                                                |
| 1826–1838 | Pela Graça de Deus, Rei (ou Rainha) de Portugal e dos Algarves, d'Aquém e d'Além-Mar em África, Senhor(a) da Guiné e da Conquista, Navegação e Comércio da Etiópia, Arábia, Pérsia e Índia, etc. | D. Maria II, D. Miguel I, D. Maria II (com D. Fernando II)                                 | Após a abdicação de D. Pedro em favor da filha, retorna-se à fórmula anterior, que será mantida mesmo durante o reinado de D. Miguel I.                                                                                                 |
| 1838–1842 | Pela Graça de Deus e pela Constituição da Monarquia, Rei (ou Rainha) de Portugal e dos Algarves, d'Aquém e d'Além-Mar em África, Senhor(a) da Guiné e da Conquista, Navegação e Comércio da Etiópia, Arábia, Pérsia e Índia, etc. | D. Maria II (com D. Fernando II)                                                           | Aprovação da Constituição da Monarquia Portuguesa (1838). |
| 1842–1910 | Pela Graça de Deus, Rei (ou Rainha) de Portugal e dos Algarves, d'Aquém e d'Além-Mar em África, Senhor(a) da Guiné e da Conquista, Navegação e Comércio da Etiópia, Arábia, Pérsia e Índia, etc. | D. Maria II (com D. Fernando II), D. Pedro V, D. Luís I, D. Carlos I, D. Manuel II         | Após o triunfo do pronunciamento militar do Porto (1842) a restauração da Carta Constitucional de 1826, retoma-se definitivamente à fórmula anterior que vigorará até à implantação da república (1910).                                |

Quanto ao estilo usado nas formas de adereçamento ao Monarca, também ele evoluiu da seguinte maneira:
| Período   | Estilo                                       | Usado por | Motivo |
| --------- | -------------------------------------------- | --- | --- |
| 1140–1433 | Sua Mercê                                    | D. Afonso I, D. Sancho I, D. Afonso II, D. Sancho II, D. Afonso III, D. Dinis, D. Afonso IV, D. Pedro I, D. Fernando I, D. João I | |
| 1433–1577 | Sua Alteza Real (SAR)                        | D. Duarte, D. Afonso V, D. João II, D. Manuel I, D. João III, D. Sebastião                                                        | Estilo introduzido em Portugal por influência inglesa, através da Rainha Dª Filipa de Lencastre. |
| 1577–1578 | Sua Majestade (SM)                           | D. Sebastião | Por ocasião da entrevista de Guadalupe (1577), concedida por Filipe II de Espanha a seu sobrinho D. Sebastião, e do tratamento majestático que lhe foi concedido pelo tio, D. Sebastião passa a usar a fórmula de adereçamento Sua Majestade, prenunciando o seu desejo imperial de conquista de África. |
| 1578–1580 | Sua Alteza Real (SAR)                        | D. Henrique, D. António | Com a morte de D. Sebastião em Alcácer-Quibir, o Cardeal-Rei regressa à fórmula anterior, por considerar o tratamento majestático apenas adequado para o divino. |
| 1580–1748 | Sua Majestade (SM)                           | Filipe I, Filipe II, Filipe III, D. João IV, D. Afonso VI, D. Pedro II, D. João V                                                 | Com a incorporação de Portugal nos Domínios dos Habsburgos da Espanha, onde, devido à influência de Carlos V, Rei de Castela e Imperador da Alemanha, se havia difundido o tratamento de Majestade, este passa também à órbita portuguesa, mantendo-se mesmo após a Restauração da Independência (1640). |
| 1748–1825 | Sua Majestade Fidelíssima (SMF)              | D. João V, D. José I, D. Maria I (com D. Pedro III), D. João VI                                                                   | D. João V consegue da Santa Sé o reconhecimento do título de Sua Majestade Fidelíssima para a Coroa Portuguesa, por contraponto ao uso de Sua Majestade Católica em Espanha e Sua Majestade Cristianíssima em França. |
| 1825–1826 | Sua Majestade Imperial e Fidelíssima (SMI&F) | D. João VI, D. Pedro IV | Com o reconhecimento da independência do Brasil, em 1825, D. João VI reserva também para si, ao abrigo das disposições do Tratado do Rio de Janeiro, o título de Sua Majestade Imperial; com a sua morte no ano seguinte, e a subida ao trono do filho mais velho, também ele Imperador do Brasil (D. Pedro IV), mantém-se o uso da fórmula dúplice, até à sua abdicação em favor da filha D. Maria da Glória. |
| 1826–1910 | Sua Majestade Fidelíssima (SMF)              | D. Maria II, D. Miguel I, D. Maria II (com D. Fernando II), D. Pedro V, D. Luís I, D. Carlos I, D. Manuel II                      | Após a abdicação de D. Pedro IV, retorna-se ao anterior estilo. |